# Lions Club
Lions Clubs International (englisch Liberty, Intelligence, Our Nation's Safety) ist die Dachorganisation der Service-Clubs, die sich als Lions-Club bezeichnen. Der Sitz befindet sich in Oak Brook, Illinois in den USA. Die international tätige Institution ist mit über 1,4 Millionen Mitgliedern in 50.060 Clubs aus über 200 Ländern und Gebieten die mitgliederstärkste Service-Cluborganisation der Welt. In Europa gibt es 9.045 Clubs mit 226.460 Mitgliedern. Der internationale Präsident im aktuellen Lions-Geschäftsjahr 2024/25 ist Fabrício Oliveira.
Die Leo-Clubs (englisch Leadership, Experience, Opportunity) sind die eigenständige Jugendorganisation von Lions International.

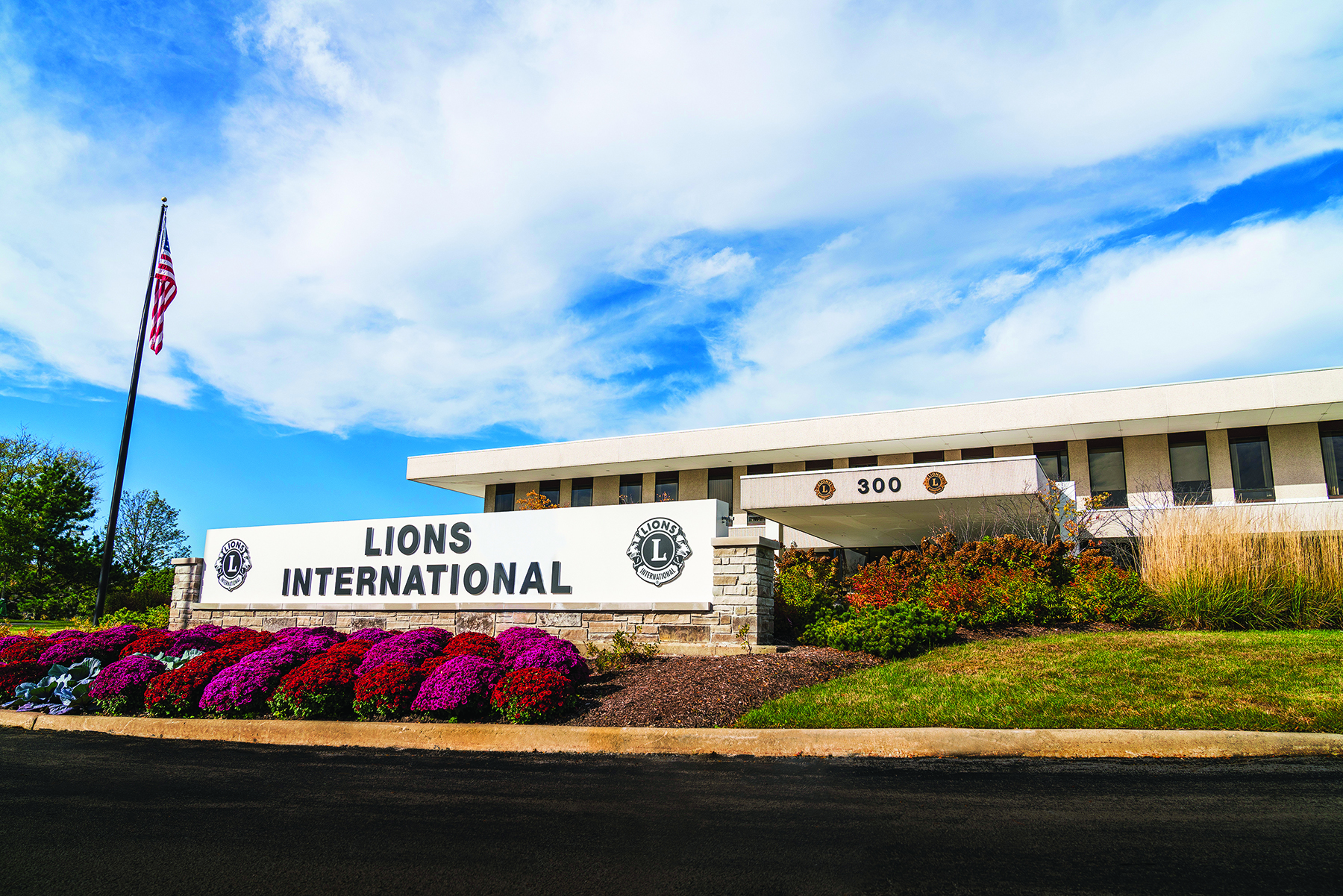
Sitz von Lions International

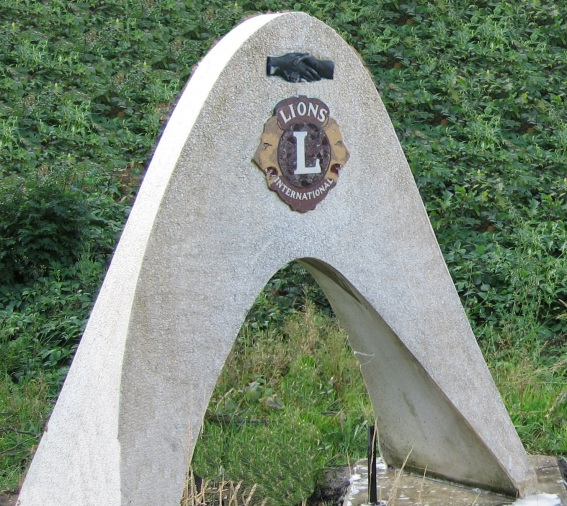
Lions Club Symbol für internationale Freundschaft und Zusammenarbeit am ehemaligen Autobahngrenzübergang Aachen-Lichtenbusch

Der Lions Club wurde zunächst als Organisation mit reinen Herrenclubs gegründet. Der Lions Club „Buten un binnen“ in Bremen nahm als erster Club in Deutschland im Jahr 1989 auch Frauen auf. Von den 1.540 Lions Clubs in Deutschland sind nun 100 reine Damen-Clubs und 567 gemischte Clubs. Das Grundprinzip der Clubs ähnelt dem von Rotary International insofern, als in jedem einzelnen Club viele unterschiedliche Berufsgruppen vertreten sein sollen. Am 1. Juli 2022 hatten die 1.580 deutschen Lions Clubs 51.338 Mitglieder, die in 19 selbstständige Distrikte aufgeteilt sind.
Die Haupttätigkeiten der Clubs sind – meist nichtöffentliche – Vortragsveranstaltungen und Gesprächsrunden. In der Öffentlichkeit treten Lions Clubs hauptsächlich im Zusammenhang mit Spendenaktionen auf, was in den USA etwa im Gegensatz zu Deutschland für die Arbeit einer Wohltätigkeitsorganisation nicht ungewöhnlich ist.
Das offizielle Motto der Vereinigung lautet „We serve“ (engl.) oder „Wir dienen“.

## Geschichte
Melvin Jones (* 13. Januar 1879 in Fort Thomas, Arizona, USA; † 1. Juni 1961), ein Chicagoer Versicherungskaufmann und Sekretär des „The Business Circle“, gründete Lions Clubs International. Der 7. Juni 1917, das Datum der von ihm einberufenen Vereinigungsversammlung, gilt als offizielles Gründungsdatum.
Im Jahr 1945 vertrat er Lions International bei den Vereinten Nationen in San Francisco (Kalifornien). Seine Lebensphilosophie war: „you can't get very far until you start doing something for somebody else“ („Du kommst nicht sehr weit, bis Du beginnst, etwas für andere zu tun“), Melvin Jones war auch Mitglied der Garden City Lodge No. 141 der Freimaurer in Chicago.
Die ersten europäischen Lions Clubs wurden 1948 in Schweden und in der Schweiz (in Genf und in Zürich) gegründet. Der erste Lions Club in Deutschland bildete sich am 5. Dezember 1951 in Düsseldorf.
1976 hatte Lions International rund 29.000 Clubs mit insgesamt mehr als einer Million Mitgliedern, in Deutschland gab es über 500 Clubs mit insgesamt 15.000 Mitgliedern.
1982 gab es in der Bundesrepublik Deutschland rund 20.600 Mitglieder; sie erzielten ein geschätztes Spendenaufkommen von 35 Millionen DM.
In den europäischen Staaten unter sowjetischer Vorherrschaft – so auch in der DDR – waren die Clubs wegen ihrer internationalen Beziehungen vornehmlich zu den USA und westlichen Ländern verboten.
In Europa gab es am 1. Juli 2014 in 9.615 Clubs (davon 646 Damenclubs) 260.046 Mitglieder (Frauenanteil 20,65 %).

## Struktur

### Organisationsebenen

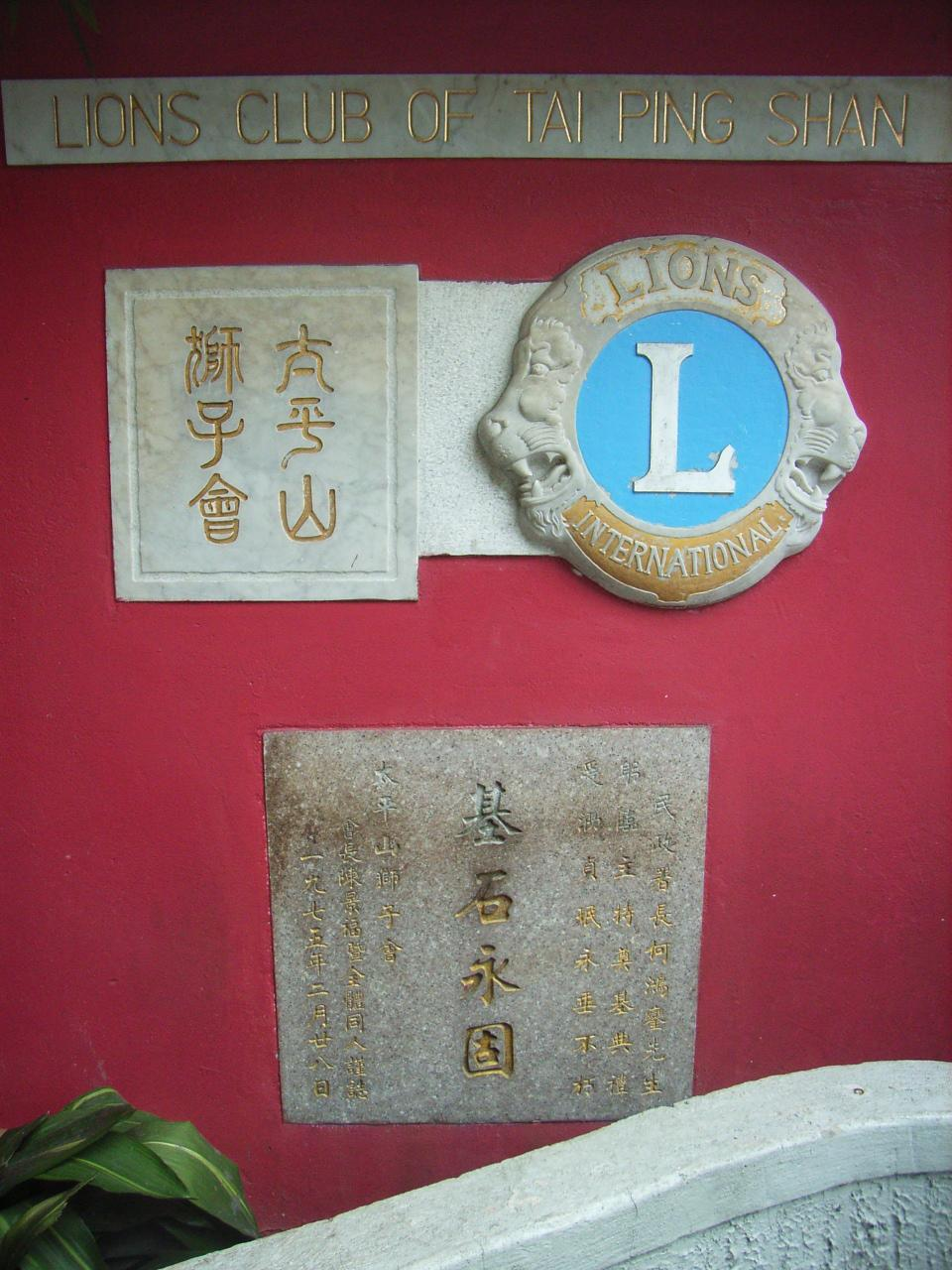
Lions-Club of Tai Ping Shan in Hongkong

Alle Clubs gehören einer bestimmten Zone an, diese besteht aus vier bis acht Clubs. Jeder Zone steht die so genannte Zonenchairperson vor. Diese übernimmt Beratertätigkeiten und betreut die Gründung neuer Clubs. Zonen sind zu einem Distrikt zusammengefasst, welcher von einem Distrikt-Governor geleitet wird. Ein Distrikt muss mindestens 35 Clubs und 1.250 Mitglieder haben. Distrikte werden in einem Gesamt- bzw. Multidistrikt zusammengefasst. Diese decken sich grundsätzlich mit den nationalen Grenzen. In jedem Kontinent werden die Landesdistrikte in der zeitlichen Reihenfolge ihrer Gründung durchnummeriert. So hat Schweden die Nummer 101, Schweiz/Liechtenstein 102, Frankreich 103, Deutschland 111 und Österreich 114. Das Sekretariat des deutschen Distrikts befindet sich in Wiesbaden. Jährlich finden Distrikt-Versammlungen (DV) und Konferenzen statt, in denen Lions-Mitglieder Erfahrungen austauschen können und Amtsträger wählen.
Auf Gesamtdistriktebene findet jedes Jahr eine konstituierende Gesamtdistrikt-Versammlung (GDV) statt.
Jährlich treffen sich Vertreter der europäischen Lions in Europa-Foren zu einem Gedankenaustausch. Die ersten Europa-Foren fanden 1958 in Venedig und Luzern statt. Jedes Jahr treffen sich etwa 20–30.000 Delegierte aus der ganzen Welt in einem anderen Land zur so genannten „International Convention“; die erste jährliche Welt-Convention in Europa fand 1962 in Frankreich statt. 2013 – erstmals nach 96 Jahren der Gründung der Lions-Gemeinschaft – fand in Deutschland, nämlich in Hamburg, eine „International Convention“ statt.
Lions Clubs International ist in sieben konstitutionelle Gebiete unterteilt:
- USA, Bermuda und Bahamas
- Kanada
- Südamerika, Mittelamerika, Mexiko und karibische Inseln
- Europa plus Israel
- Orient, Philippinen und Südostasien
- Vorderasien und Afrika
- Australien, Neuseeland und die südpazifischen Inseln

### Internationale Präsidenten
Die Präsidenten der internationalen Stufe kommen überwiegend aus den USA und anderen Industrieländern. Mit Eberhard J. Wirfs wurde 2009 erstmals ein Deutscher Präsident.
Liste der internationalen Präsidenten ab 2000:
- 2000–2001 Jean Behar / Frankreich
- 2001–2002 J. Frank Moore / USA
- 2002–2003 Kay Fukushima / Japan
- 2003–2004 Tae-Sup Lee / Korea
- 2004–2005 Clement F. Kusiak / USA
- 2005–2006 Ashok Mehta / Indien
- 2006–2007 Jimmy M. Ross / USA
- 2007–2008 Mahendra Amarasuriya / Ceylon
- 2008–2009 Albert F. Brandel / USA
- 2009–2010 Eberhard J. Wirfs / Deutschland
- 2010–2011 Sid L. Scruggs / USA
- 2011–2012 Wing-Kun Tam / Hongkong
- 2012–2013 Wayne A. Madden / USA
- 2013–2014 Barry J. Palmer / Australien
- 2014–2015 Joeph Preston / USA
- 2015–2016 Jitsuhiro Yamada / Japan
- 2016–2017 Robert E. Corlew / USA
- 2017–2018 Naresh Aggarwal / Indien
- 2018–2019 Gudrun Yngvadottir / Island
- 2019–2021 Jung-Yul Choi / Korea
- 2021–2022 Douglas X. Alexander / USA

### Amtsträger
Jeder Club hat die folgenden Amtsträger, die nach einer weltweiten Festlegung des Lionsjahres jeweils vom 1. Juli bis zum 30. Juni des Folgejahres im Amt sind:
- Präsident
- Vize-Präsident (und evtl. 2. Vize-Präsident)
- letztjähriger Präsident (Past-Präsident)
- Sekretär
- Schatzmeister
- Clubmaster

Dem Vorstand können verschiedene Club-Beauftragte (z. B. für Activities, Mitgliederfragen, Jugend und Leos, Public Relations, Webmaster, Jugend, Jugendaustausch, Lions-Quest-Beauftragter, Klasse2000-Beauftragter, Kindergarten plus, Senioren, Sight First (Lions-Blindenhilfswerk), Drogen, International Relations, Mitgliederwerbung, Umweltschutz, Vorträge, Nachhaltigkeit) zur Seite stehen. Die Führungspositionen (Präsident, Governor, Internationaler Präsident) der anderen Organisationsebenen werden ebenfalls nur für ein Jahr besetzt.

### Clubformen

#### Traditionelle Lions Clubs
Die meisten Lions Clubs treffen sich in regelmäßigen Abständen in ihrem Clublokal. Die Mitglieder kommen meistens aus der Region, der Club wirkt daher vor allem vor Ort.

#### E-Lions Clubs
Mittlerweile gibt es E-Lions Clubs (oder: Cyber Lions Clubs), die ihre regelmäßigen Treffen online abhalten. Sie stehen gleichberechtigt neben den traditionellen Clubs. Diese Form wurde gewählt, um nicht nur regionale Mitglieder in den Club zu integrieren, sondern um Mitglieder überregional oder weltweit in einen einzigen Club zusammenzuführen.

#### New Century Lions Clubs
New Century Lions Clubs erhalten ein spezielles Emblem, das auf dem Gründungsantrag, den Lions-Pins, Mitgliedszertifikaten und anderen Clubdokumenten abgebildet ist. Innerhalb der ersten sieben Jahre nach der Gründung des Clubs dürfen nur Frauen und Männer bis einschließlich 35 Jahren Mitglied werden. Mitglieder die während ihrer Mitgliedschaft das 35. Lebensjahr überschreiten, können jedoch weiterhin Mitglied des Clubs bleiben. Die Mitglieder verfügen über die gleichen Rechte, Vorteile und Pflichten wie alle anderen anerkannten Lions-Mitglieder.
Der New Century Lions Club muss folgende Gründungsvoraussetzungen erfüllen:
- Aufnahme von 20 Mitgliedern
- Bestätigung von einem Bürgenclub, dem Zonen-, Regions- bzw. Distriktkabinett oder dem Distriktausschuss
- Zustimmung vom Distrikt-Governor
- alle anderen Anforderungen an die Gründung eines Lions Clubs

Der erste New Century Lions Club Deutschland ist der New Century Lions Club Dresden, der offiziell am 22. Februar 2005 gegründet und am 13. Mai 2005 gechartert wurde. Der New Century Club Berlin-Victoria wurde der zweite deutsche Club dieser Art. Nach dessen Gründung im Jahre 2010 wurden kein weiterer New Century Lions Club in Deutschland gegründet.

#### Universitätsclubs
Universitätsclubs richten sich an Studierende, Professoren sowie Mitarbeiter und Nahestehende der Universität/Hochschule. Somit bildet diese Clubart naturgemäß eine Brücke zwischen Leos und Lions, da viele Leos bei Beginn des Studiums in einen Universitätsclub wechseln. Das Wirken dieser Clubs ist naturgemäß auf den Campus sowie das Umfeld der Bildungseinrichtung beschränkt. Mitglieder haben in der Regel Zugang zu intensivem Führungstraining, so dass sie lernen, wie ein Projekt gemanagt wird, wie man eine Sitzung leitet und welche Gelegenheiten für Gemeindeförderung bestehen. Universitätsclubs führen die zu einer Universität gehörenden Studenten zusammen, um sich aktuellen Problemen zu stellen und das Leben im Universitätsumfeld und in der umliegenden Stadtgemeinde positiv zu beeinflussen. Bei den vielfältigen Servicemöglichkeiten kann es sich um Programme zur Drogenbekämpfung, Unterstützung behinderter Studenten, Mentoring sowie die Teilnahme an Habitat for Humanity-Projekten handeln.
Weltweit gibt es derzeit 125 Universitätsclubs mit rund 2.500 Mitgliedern. Innerhalb Deutschlands sind reine Universitätsclubs kaum vertreten. So existiert ein Lions Campus Club in Heidelberg, Garching bei München und in Neu-Ulm. Im Jahr 2012 wurde der erste Universitätsclub an einer deutschen Hochschule in Neu-Ulm gegründet.

## Mitgliedschaft
Ein Lions Club trifft sich in der Regel zweimal im Monat an festgelegten Terminen in seinem Clublokal. Bei den Clubabenden werden Vorträge zu aktuellen Themen gehalten und soziale Aktivitäten geplant. Hierbei wird von den Mitgliedern eine aktive Teilnahme erwartet und sie sollen nach Möglichkeit an mindestens der Hälfte aller Treffen anwesend sein (Präsenzpflicht).

### Aufnahme
In den meisten Clubs kann nur Mitglied werden, wer dazu eine explizite Einladung (Kooptation) des Clubs erhalten hat. Die Prozeduren können geringfügig von Club zu Club variieren.
Die Kandidaten, unabhängig ihres Geschlechts oder ihrer ethnischen Zugehörigkeit, sollen einen guten Leumund und charakterliche Eignung aufweisen sowie sich zu den Lions-Zielen bekennen. Weiterhin sollen sie sich beruflich bewährt und in der Regel ihren Wohn- oder Berufssitz im Einzugsgebiet des Clubs haben.
Alle Lions Clubs haben das Ziel, im freundschaftlichen Miteinander Gutes zu tun. Daher wird Wert auf eine altruistische, weltoffene Einstellung gelegt. Die politische Gesinnung, Religion oder Herkunft spielen bei der Auswahl des Kandidaten ebenso wenig eine Rolle wie im Clubleben.
Die Lions Clubs versuchen eine ausgeglichene Mischung der Berufe im Club zu erreichen. Im Gegensatz zu Businessclubs sollte nicht der persönliche Erfolg der aufzunehmenden Mitglieder, sondern die Einsatzbereitschaft für das Gemeinwohl im Vordergrund stehen. Die Nutzung des Lions-Netzwerks zu Geschäftszwecken ist daher unerwünscht.

### Mitgliedschaftsarten
Es gibt folgende Mitgliedschaftsarten:
- Ehrenmitgliedschaft
- aktive Mitgliedschaft (Regelfall)
- passive Mitgliedschaft
- angeschlossene Mitgliedschaft
- assoziierte Mitgliedschaft
- privilegierte Mitgliedschaft
- Mitgliedschaft auf Lebenszeit

Im Regelfall sollen alle Mitglieder eines Clubs aktive Mitglieder sein. In bestimmten Ausnahmefällen sind auch die anderen Mitgliedschaftsarten zulässig, an die jeweils gewisse Voraussetzungen geknüpft sind.

## Auszeichnungen
Für besondere Verdienste verleiht Lions Club International diverse Auszeichnungen.

### Lions Club
Lions Club International verleiht auf den verschiedenen Ebenen Auszeichnungen für Lions und Nicht-Lions, die sich in ihrer Arbeit herausragend hervorgetan haben und die Ziele des Service Clubs fördern.

#### Medal of Merit
Die Medal of Merit (MM) ist die höchste Auszeichnung von Lions Club International für Nicht-Mitglieder. Sie wird für hervorragende Verdienste um Lions Club International und dessen Ziele verliehen.

#### District Governor Award
Der District Governor Award (DGA) ist eine der höchsten Auszeichnungen von Lions Club International für Mitglieder. Sie wird für außergewöhnliche Verdienste um Lions verliehen.

#### President’s Appreciation Award
Der President’s Appreciation Award (PAA) ist die höchste Auszeichnung, die ein Club vergeben kann. Voraussetzungen sind hervorragende Verdienste um den Club.

#### Weitere Auszeichnungen
Daneben gibt es weitere Auszeichnungen auf Distrikt- und Clubebene für Mitglieder, die ihre Ämter besonders hervorragend ausgefüllt und ausgezeichnete Arbeit geleistet haben.

### Lions Club Foundation (Stiftung)
Auch die internationale Stiftung von Lions Club International vergibt Auszeichnungen. Die Lions Club Foundation wurde im Jahre 1986 in den USA gegründet, mit dem Ziel die internationalen humanitären Projekte zu fördern und finanzieren. Mittlerweile zählt sie zu einer der größten Stiftungen weltweit.

#### Melvin Jones Fellow
Der Melvin Jones Fellow (MJF) ist die höchste Anerkennung der Lions Club International Foundation für Persönlichkeiten, die sich für die sozialen Ziele der Stiftung verdient gemacht haben. Die Auszeichnung kann sowohl an Lions als auch an Nicht-Lions verliehen werden.

## Lions Club Projekte

### SightFirst-Activity

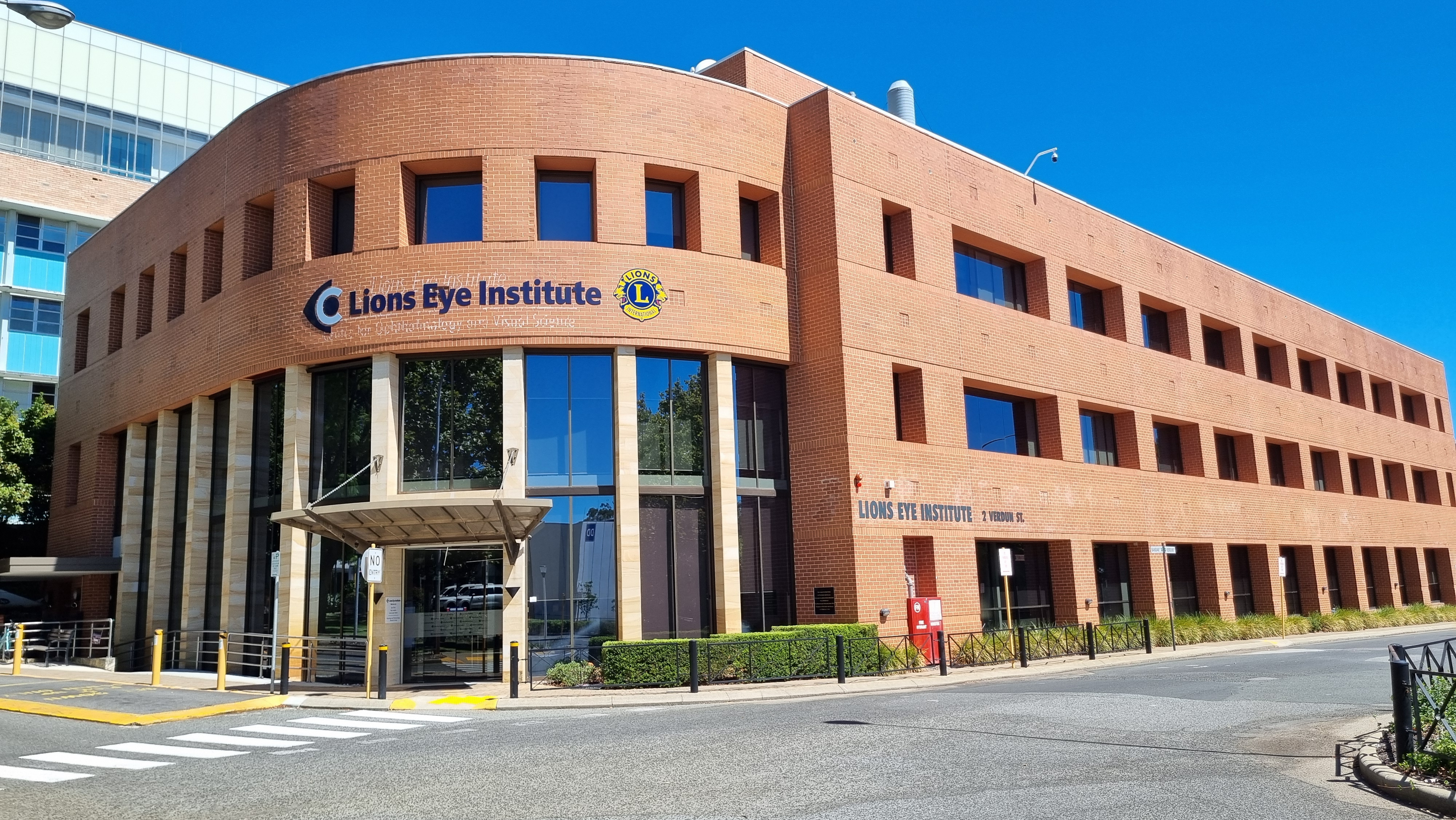
Das Lions Eye Institute an der University of Western Australia

Globales Programm zur Bekämpfung der vermeidbaren Blindheit, das augenmedizinische Behandlungen und präventive Maßnahmen fördert, um Blindheit weltweit zu verhindern. Laut Eigendarstellung, wurde seit 1990 (Stand 2024) mehr als US$389 Millionen für 1.461 Projekte in 118 Ländern bewilligt und über 9,8 Millionen Katarakt-Operationen durchgeführt. 1.719 Augenkliniken und Ausbildungszentren wurden gebaut, erweitert oder ausgestattet. 2,66 Millionen Fachkräfte im Bereich Augenheilkunde und Gemeindegesundheit wurden ausgebildet. Im Kampf gegen Trachom wurden 204,6 Millionen Dosen Zithromax® verteilt und 955.991 Trachom-Operationen durchgeführt. Zudem wurden 334,1 Millionen Dosen Mectizan® zur Eindämmung der Flussblindheit (Onchozerkose) verabreicht.

### Kindergarten Plus
Ein Programm zur Förderung der kindlichen Persönlichkeit bei Kindergartenkindern, das darauf abzielt, emotionale und soziale Kompetenzen von Kindern im Alter von vier bis sechs Jahren zu stärken. Dies geschieht durch spielerische Methoden, die das Selbstwertgefühl, die Kommunikationsfähigkeiten und das Einfühlungsvermögen fördern.

### Klasse2000
Klasse2000 ist ein Programm zur Gesundheitsförderung bei Grundschulkindern. Es setzt auf die Vermittlung eines gesunden Lebensstils in den Bereichen Ernährung, Bewegung, Stressbewältigung und Gewaltprävention. Es gilt als eines der umfassendsten und erfolgreichsten Schulprogramme zur Gesundheitsförderung in Deutschland.

### Lions-Quest
Lions-Quest ist ein globales Programm zur Förderung der Persönlichkeitsentwicklung von Jugendlichen. Es zielt darauf ab, Schüler durch soziale Kompetenz, Selbstbewusstsein und Konfliktlösungsstrategien in ihrer Persönlichkeitsentwicklung zu unterstützen und sie auf die Herausforderungen des Lebens vorzubereiten.

### Bücherlöwen Cup
Leseförderungsinitiative in Deutschland, die Kinder dazu motiviert, Bücher zu lesen und die Freude am Lesen zu entdecken. Der Bücherlöwen Cup erreicht jährlich über 4.500 Kinder in mehr als 20 Städten und fördert das Lesen in Schulen durch Wettbewerbe, die Kinder für Literatur begeistern. 2024 wurde das Projekt über seinen Initiator, Bertrand Reisner-Sénélar, für Herausragendes individuelles Engagement im Bereich der Leseförderung mit dem Deutschen Lesepreis der Stiftung Lesen, der Commerzbank-Stiftung und der PwC-Stiftung ausgezeichnet.

### Internationale Jugendcamps und Jugendaustausch
Bietet Jugendlichen aus verschiedenen Ländern die Möglichkeit, internationale Freundschaften zu schließen und andere Kulturen kennenzulernen. Jedes Jahr nehmen Tausende von Jugendlichen weltweit an diesen Camps und Austauschprogrammen teil.

### SODIS
SODIS ist eine Methode der solaren Trinkwasserdesinfektion, die durch Lions Clubs International gefördert wird. Diese einfache Technik nutzt Sonnenlicht, um Wasser in Entwicklungsländern sicher trinkbar zu machen, und trägt zur Verbesserung der Gesundheitsbedingungen in wasserarmen Regionen bei.

### Internationaler Friedensplakatwettbewerb
Jährlich wiederkehrender internationaler Wettbewerb für Kinder im Alter von 11 bis 13 Jahren, der das Thema „Frieden in der Welt“ kreativ durch Kunst ausdrücken lässt. Der Wettbewerb wird in über 100 Ländern durchgeführt und fördert das Verständnis für den globalen Frieden.

### Internationaler Musikwettbewerb
Ein internationales Projekt zur Förderung musikalisch talentierter Jugendlicher, das jungen Künstlern die Möglichkeit gibt, ihre Fähigkeiten auf globaler Ebene zu präsentieren und Preise zu gewinnen.

### Liga für Ältere
Engagiert sich in der Lobbyarbeit für ältere Menschen und entwickelt Modelle zur Unterstützung durch Betreuung sowie Strategien zur Verzögerung der Altersabhängigkeit. Es fördert ein würdevolles Altern und die Einbindung älterer Menschen in die Gesellschaft.

### Lions Young Ambassador
Ein Wettbewerb zur Förderung junger Menschen, die sich ehrenamtlich für andere engagieren. Der Wettbewerb unterstützt und würdigt Jugendliche, die in ihren Gemeinden eine führende Rolle in sozialen und wohltätigen Projekten übernommen haben.

### Stiftung der Deutschen Lions
Diese Stiftung fördert gemeinnützige Projekte der Clubs in ganz Deutschland. Sie unterstützt zahlreiche Initiativen, darunter Projekte zur Integration von Menschen mit Migrationshintergrund und zur Förderung von Bildung und Gesundheit.

### Hilfswerk der Deutschen Lions e. V.
Führt internationale Hilfsprojekte durch, wie den Bau von Häusern und die Bereitstellung von Wasserfiltern für Erdbebengeschädigte in Haiti. Ab 2014 wurde das Programm mit dem RTL-Spendenmarathon „Lichtblicke für Kinder in Afrika“ ausgeweitet, um Kinder in Sambia zu unterstützen.
Hinzu kommen die Einzelaktivitäten der über 46.000 Clubs weltweit (z. B. Hilfe für Menschen in Not, Behindertenprojekte, Gesundheitsförderung, Förderung der Jugend und Erziehung, Förderung und Pflege der Kultur u. a.).
Nach einer Untersuchung der Zeitung Financial Times, der Dalberg Global Development Advisers und der United Nations Global Compact aus dem Jahr 2007 wurde das weltweite Lions Hilfswerk, Lions International Foundation, unter 34 weltweit tätigen Organisationen als beste Nichtregierungsorganisation (NGO) gewertet. Maßgeblich war hierbei Qualität der Projektausführung, Kommunikation, lokale Anpassungsfähigkeit und Rechenschaftsbericht.

## Lions und die Vereinten Nationen
Lions Club International engagiert sich global und setzt sich für die Völkerverständigung ein. So hat die Organisation eigenen Angaben zufolge auch bei der NGO-Charta der Vereinten Nationen im Jahr 1945 mitgewirkt. Im Jahr 2008 unterzeichnete Lion den UN Global Compact, um zur Erfüllung der UN-Millenniums-Entwicklungszielen beizutragen.
Die internationale Kooperation wird fortgesetzt. Lions-Repräsentanten sind an folgenden Stellen vertreten:
- Büros der Vereinten Nationen in New York, Wien und Genf
- UNICEF-Büros in New York, Genf und Nairobi (Kenia)
- UN-Hauptabteilung für Presse und Information in New York
- Wirtschafts- und Sozialrat der Vereinten Nationen (ECOSOC) in New York
- Organisation der Vereinten Nationen für Erziehung, Wissenschaft und Kultur (UNESCO) in Paris
- Umweltprogramm der Vereinten Nationen (UNEP) in Nairobi (Kenia)
- UN-Welternährungsorganisation (FAO) in Rom
- CO NGO Committee on Narcotics and Substance Abuse in New York
- Weltgesundheitsorganisation (WHO) in Genf
- Europarat

## Publikation
Die Organisation gibt weltweit das Magazin „LION“ heraus, die deutsche Ausgabe erscheint elfmal jährlich in Herausgeberschaft des Multidistrikts 111-Deutschland (MD-111) mit 48.863 Exemplaren (Stand April 2014).